# Yoshiyuki Kato
Yoshiyuki Kato (加藤 善之 Kato Yoshiyuki?), född 27 juli 1964 i Tokyo prefektur, är en japansk tidigare fotbollsspelare.
Kato började sin karriär 1983 i Yomiuri (Verdy Kawasaki). Han vann japanska ligan 1983, 1984, 1986/87, 1990/91, 1991/92, 1993, 1994, japanska ligacupen 1985, 1991, 1992, 1993, 1994 och japanska cupen 1984, 1986, 1987. Efter Verdy Kawasaki spelade han för Fukuoka Blux. Han avslutade karriären 1995.